# Мачеха (Волгоградская область)
Мачеха — село в Киквидзенском районе Волгоградской области России. Административный центр и единственный населённый пункт Мачешанского сельского поселения.

## География
Село расположено в месте впадения реки Мачехи в реку Бузулук. 
В климатическом плане село расположено в 250-300 км к югу от климато- и ветро-разделяющей оси Воейкова.

### Улицы села
- ул. Благовещенская,
- ул. Больничная,
- ул. Гриши Яровенко (Красная),
- ул. Заречная,
- ул. Карла Маркса,
- ул. Колхозная (с 2011 г. — ул. Павла Дегтярёва),
- ул. Комсомольская (Блошкина),
- ул. Ленинская,
- ул. Лесная,
- ул. Молодёжная,
- ул. Набережная,
- ул. Почтовая,
- ул. Спортивная,
- ул. Средняя,
- ул. Степана Разина (Низовка),
- ул. Степная.

## История
На севере Волгоградской области, в Киквидзенском районе в устье слияния двух рек, расположилось с. Мачеха. Историческими корнями уходит оно в 17 в., когда переселенцы с Украины появились в этих краях. Казаки с Полтавы принесли и название своего бывшего села Мачеха, может быть, память о своем родном крае, а может быть, думая о том, что вновь обретенная поневоле Родина никогда не станет матерью. Мачешанский сельский Совет был образован в 1918 году. До 1954 года на территории села было два сельских Совета: Мачешанский — в западной части села, Политоотдельский — восточной. В 1954 году оба были преобразованы в один Мачешанский сельский Совет.
В 1935—1959 годах — районный центр Мачешанского района.
До 2005 года существовал колхоз «Урожай».

## Население
| 2010  | 2012  | 2013  | 2014  | 2015  | 2016  | 2017  |
| ----- | ----- | ----- | ----- | ----- | ----- | ----- |
| 2475  | ↘2457 | ↘2445 | ↘2418 | ↘2381 | ↗2390 | ↗2397 |
| 2018  | 2019  | 2020  | 2021  |       |       |       |
| ↗2426 | ↘2404 | ↘2385 | ↘2340 |       |       |       |

Национальный состав
По данным переписи населения 1939 года: украинцы — 73,9% или 1384 чел., русские — 24,9% или 466 чел.

## Известные люди
- Бордовская, Нина Валентиновна (р. 1952) — доктор педагогических наук, профессор, заведующая кафедрой психологии и педагогики личностного и профессионального развития СПбГУ; академик РАО (2005).
- Бутко, Александр Сергеевич (1915—1977) — командир эскадрильи, старший лейтенант, Герой Советского Союза (1944).
- Гретченко, Анатолий Иванович (р. 1951) — экономист, ректор Международного института Бизнес Тренинга, директор НИИ «Новая экономика и бизнес» Российского экономического университета имени Г. В. Плеханова.
- Дегтярёв, Павел Михайлович (1921—2002) — Герой Социалистического труда (1971), председатель колхоза «Урожай» (1949—1987).

## Инфраструктура
Учебное заведение — МКОУ Мачешанская СШ.